# Canton de Morteaux-Coulibœuf
Le canton de Morteaux-Coulibœuf est une ancienne division administrative française située dans le département du Calvados et la région Basse-Normandie.

## Géographie
Ce canton était organisé autour de Morteaux-Coulibœuf. Son altitude variait de 25 m (Vendeuvre) à 228 m (Les Moutiers-en-Auge) pour une altitude moyenne de 76 m.

## Histoire
Du 17 février 1800 au 10 septembre 1926, ce canton — appelé canton de Coulibœuf avant la fusion des communes de Morteaux et de Coulibœuf en 1857 — faisait partie de l'arrondissement de Falaise. Il a ensuite fait partie de l'arrondissement de Caen.
De 1833 à 1842, les cantons de Falaise (1re division) et de Coulibœuf avaient le même conseiller général. Le nombre de conseillers généraux était limité à trente par département.

## Représentation

### Conseillers d'arrondissement (de 1833 à 1940)
Le canton de Coulibœuf avait deux conseillers d'arrondissement de 1852 à 1858.
| Période                                  | Période      | Identité                                    | Étiquette   | Qualité |
| ---------------------------------------- | ------------ | ------------------------------------------- | ----------- | --- |
| 1833                                     | 1836         | Charles François Meslay (de) Lamoissonnière |             | Maire du Marais-la-Chapelle                                                                                 |
| 1836                                     | 1842         | Pierre Seigneurie (1791-1875)               |             | Agent d'affaires à Caen                                                                                     |
| 1842                                     | 1848         | Denis Rossignol                             |             | Avocat, ancien procureur du roi à Falaise                                                                   |
| 1842                                     | 1848         | Gaëtan de Maussion (1805-1881)              |             | Ancien officier de cavalerie, maire d'Olendon, élu conseiller d'arrondissement du canton de Falaise-Sud     |
| 1848                                     | 1852         | Isidore Cordier (1818-1886)                 | Républicain | Cultivateur, maire de Perrières                                                                             |
| 1852                                     | 1860 (décès) | Armand Louis Marie Le Tellier de Blanchard  |             | Chef d'escadron d'état-major, propriétaire à Morteaux                                                       |
| 1852                                     | 1858         | Jacques Samson                              |             | Maire de Courcy                                                                                             |
| 1858                                     | 1864         | Baron César Frédéric de Colomby (1830-1902) |             | Propriétaire à Barou-en-Auge                                                                                |
| 1864                                     |              | Isidore Cordier                             | Républicain | Cultivateur, maire de Perrières                                                                             |
|                                          |              |                                             |             | |
| 1875                                     | 1885 (décès) | Jean François Léopold Mannoury (1815-1885)  |             | Docteur-médecin, maire de Morteaux-Coulibœuf, suppléant du juge de paix                                     |
| 1885                                     | 1895         | Louis-Jacques Laurent                       | Républicain | Agriculteur, juge de paix, maire de Sassy                                                                   |
| 1895                                     | 1913         | Charles Gabrie                              |             | Maire de Morières                                                                                           |
| 1913                                     | 1940         | Clovis David                                | RG          | Notaire, maire de Jort                                                                                      |
| 1940                                     |              |                                             |             | Les conseils d'arrondissement ont été suspendus par la loi du 12 octobre 1940 et n'ont jamais été réactivés |
| Les données manquantes sont à compléter. |              |                                             |             | |

### Conseillers généraux de 1833 à 2015
| Période                                  | Période          | Identité                                             | Étiquette                | Qualité |
| ---------------------------------------- | ---------------- | ---------------------------------------------------- | ------------------------ | --- |
| 1833                                     | 1840 (décès)     | François Fleury                                      | Majorité gouvernementale | Magistrat, maire de Villy-lez-Falaise, député (1827-1837) |
| 1842                                     | 1848             | Hippolyte Constant Bellencontre                      |                          | Notaire à Falaise |
| 1848                                     | 1852             | Arnaud Lucas                                         |                          | Propriétaire, maire de Crocy |
| 1852                                     | 1859 (démission) | Marquis Edmond François de Coulibeuf de Blocqueville |                          | Général de brigade, ancien maréchal de camp, maire de Coulibœuf |
| 1859                                     | 1880             | Charles Louis François Le Tellier de Blanchard       | Droite                   | Général de brigade, ancien colonel de la Garde municipale de Paris, conseiller d'arrondissement, propriétaire à Coulibœuf                                                                                       |
| 1880                                     | 1886 (décès)     | Isidore Cordier                                      | Républicain              | Maire de Perrières, ancien conseiller d'arrondissement |
| 1886                                     | 1909 (décès)     | Léon-Paul Lagrange de Langre                         | Républicain              | Conseiller à la Cour des comptes |
| 1909                                     | 1940             | Paul Laurent                                         | RG                       | Agriculteur, maire de Sassy |
|                                          |                  |                                                      |                          | |
| 1943                                     | 1945             | Comte Guy Le Tellier de Blanchard                    |                          | Propriétaire, maire de Morteaux-Coulibœuf, nommé conseiller départemental en 1943 |
|                                          |                  |                                                      |                          | |
| 1945                                     | 1969 (décès)     | Comte Guy Le Tellier de Blanchard                    | DVD                      | Propriétaire, maire de Morteaux-Coulibœuf |
| 1969                                     | 1988             | Robert Bourdon                                       | DVD                      | Notaire, maire de Crocy |
| 1988                                     | 2001             | Robert Malas (1920-2010)                             | DVD                      | Maire de Beaumais (1989-1995) |
| 2001                                     | 2008 (décès)     | Gilles Bennehard                                     | DVD                      | Technicien en semences, maire d'Épaney (1995-2008) |
| 2008                                     | 2015             | Clara Dewaële                                        | UDI                      | Fille du maire de Vignats, sœur de son successeur, plus jeune conseillère générale de France après avoir été suppléante de Gilles Bennehard, maire de Crocy (2014-2020), élue en 2015 dans le canton de Falaise |
| Les données manquantes sont à compléter. |                  |                                                      |                          | |

Le canton participait à l'élection du député de la troisième circonscription du Calvados.

## Composition

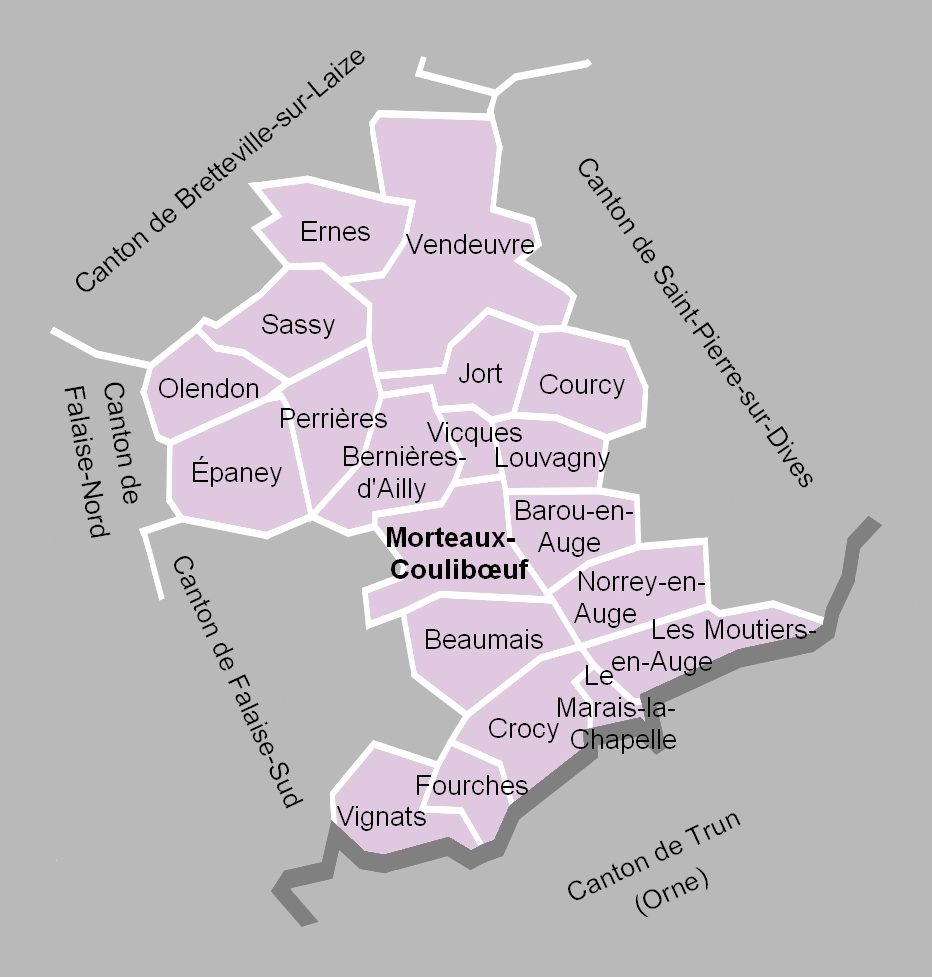
La carte des communes du canton. Les cantons limitrophes étaient ceux de Bretteville-sur-Laize, de Saint-Pierre-sur-Dives, de Trun, de Falaise-Sud et de Falaise-Nord.

Le canton de Morteaux-Coulibœuf comptait 5 072 habitants (population municipale 2012) et regroupait vingt communes :
- Barou-en-Auge ;
- Beaumais ;
- Bernières-d'Ailly ;
- Courcy ;
- Crocy ;
- Épaney ;
- Ernes ;
- Fourches ;
- Jort ;
- Louvagny ;
- Le Marais-la-Chapelle ;
- Morteaux-Coulibœuf ;
- Les Moutiers-en-Auge ;
- Norrey-en-Auge ;
- Olendon ;
- Perrières ;
- Sassy ;
- Vendeuvre ;
- Vicques ;
- Vignats.

À la suite du redécoupage des cantons pour 2015, toutes les communes à l'exception de Vendeuvre sont rattachées au canton de Falaise. La commune de Vendeuvre est intégrée au canton de Livarot.

### Anciennes communes
Les anciennes communes suivantes sont incluses, entièrement ou partiellement, dans le canton de Morteaux-Coulibœuf :
- La Chapelle-Fouquet, absorbée en 1823 par Le Marais. La commune prend le nom de Le Marais-la-Chapelle.
- Pont, absorbée en 1830 par Vendeuvre.
- Sainte-Anne-d'Antremont, absorbée en 1831 par Ailly.
- Favières, absorbée en 1846 par Escures. La commune prend le nom de Escures-sur-Favières.
- Coulibœuf, absorbée en 1857 par Morteaux. La commune prend le nom de Morteaux-Coulibœuf.
- Ailly, absorbée en 1858 par Bernières-sur-Dive. La commune prend le nom de Bernières-d'Ailly.
- Donville, partagée en 1858 entre Escures-sur-Favières et Saint-Pierre-sur-Dives (canton de Saint-Pierre-sur-Dives).
- Morières, absorbée en 1965 par Vendeuvre.

Le canton comprenait également deux communes associées :
- Escures-sur-Favières et Grisy, associées à Vendeuvre depuis le 1er janvier 1973.

## Démographie
| 1962  | 1968  | 1975  | 1982  | 1990  | 1999  | 2006  | 2011  | 2012  |
| ----- | ----- | ----- | ----- | ----- | ----- | ----- | ----- | ----- |
| 5 489 | 5 269 | 4 682 | 4 565 | 4 462 | 4 382 | 4 619 | 5 050 | 5 072 |